# Piruvato deidrogenasi (NADP+)
La piruvato deidrogenasi (NADP+) è un enzima appartenente alla classe delle ossidoreduttasi, che catalizza la reazione di decarbossilazione ossidativa del piruvato, riportata di seguito:
piruvato + CoA + NADP+ ⇄ acetil-CoA + CO2 + NADPH
Questo passaggio è fondamentale per collegare la glicolisi al ciclo di Krebs, anche detto ciclo dell'acido citrico, e per la produzione di energia cellulare; inoltre, l'enzima di Euglena può utilizzare anche il FAD o il metil viologeno come accettori, anche se più lentamente. L'enzima stesso è inibito dall'ossigeno.

## Funzioni
Le funzioni principali dell'enzima si possono riassumere in tre semplici punti:
- Il complesso del piruvato deidrogenasi (PDH) è localizzato nella matrice mitocondriale;
- L'enzima ha il compito di trasformare il piruvato in acetil-CoA, un particolare substrato del ciclo di Krebs;
- All'interno di questo procedimento, l'acetil-CoA viene ossidato nel ciclo di Krebs per generare ATP, la principale molecola di energia della cellula.

## Struttura
Il complesso PDH è composto da molteplici subunità enzimatiche, tra cui la piruvato deidrogenasi (E1), la diidrolipoil transacetilasi (E2) e la diidrolipoil deidrogenasi (E3). Ciascuna subunità svolge un ruolo specifico all'interno della reazione catalitica.

## Regolazione
Il sopracitato complesso PDH è strettamente regolato per rispondere alle esigenze energetiche delle cellule. L'enzima può essere inibito da alcuni prodotti della reazione, tra cui ATP, acetil-CoA e NADH, e attivato da AMP, CoA e NAD+; inoltre l'intero complesso può essere regolato covalentemente tramite fosforilazione. 